# Кільця Альманзора
«Кільця Альманзора» (рос. «Кольца Альманзора») — радянський фільм-казка режисера Ігоря Вознесенського, знятий у 1977 році за мотивами п'єси Тамари Габбе «Олов'яні кільця».

## Сюжет
У королівстві Фазанія і Павлінія виникає династична колізія — у вдови-королеви Януарії II дві дочки, одна з яких не дуже добра (Августа), а друга не дуже розумна (Алелі). Для вирішення цієї проблеми королева звертається до чарівника Альманзора, який передає їй дві олов'яні обручки. Ці кільця повинні зробити одну з принцес і її обранця щасливими, давши обом то, чого їм не вистачало. Щоб вирішити, якій з принцес дістанеться кільце, Альманзор пропонує сестрам взяти на вибір золоте або олов'яне кільце. Жадібна Августа бере золоте, а дивакувата Алелі, взявши олов'яне, відчуває себе абсолютно щасливою. На наступний день принцеса Алелі зустрічає на території замку садівника Зензівера. Юнак здається їй не тільки добрим, але і якимось цікавим, не схожим на інших мешканців палацу (зокрема, він не вважає принцесу дурепою), і дівчина починає відчувати до нього особливі почуття.
Тим часом в королівство приїжджають два принца-наречених — пихатий Абалдон і боягузливий Альдебаран. Прем'єр-міністр Інтрігіо робить ставку на Абалдона і віддає йому друге кільце. Однак принца цікавить не дівчина, а лише можливість стати королем в результаті шлюбу з нею (за власним зізнанням Абалдона, йому не вистачало королівства). Отримавши відмову, він викидає кільце.
За кільцями полює пірат Мухаміель, який сподівається з їх допомогою отримати новий корабель для свого промислу. Його люди викрадають принцес. Зензівер знаходить в саду олов'яне кільце, яке він бачив на пальці Алелі, і розуміє, що та потрапила в біду. Принци прибувають до піратів з викупом і теж потрапляють в полон, проте їх всіх виручає Зензівер. Королеву аж ніяк не радує майбутній шлюб її дочки з простим садівником, а тим часом саме він, а не принци, стає рятівником принцес. Тоді Алелі їде зі своїм коханим з палацу: якщо їй чогось по-справжньому не вистачало, так це щирої любові, а Зензіверу, якого часто саджали в яму, бракувало волі. Альманзор визнає, що кільця дійсно принесли закоханим щастя, а його учень Хіміо додає, що сам він ніколи не знаходив принцесу Алелі дурною.

## У ролях
- Світлана Смирнова —  Принцеса Алелі
- Михайло Кононов —  Зензівер, садівник
- Валентина Тализіна —  Королева
- Людмила Дмитрієва —  Принцеса Августа
- Борис Іванов —  Інтрігіо, прем'єр-міністр
- Федір Нікітін —  Альманзор, чарівник
- Фелікс Ростоцький —  Хіміо
- Віктор Павлов —  Принц Абалдон
- Роман Ткачук —  Принц Альдебаран
- Леонід Каневський —  Мухаміель, капітан піратів
- Яків Бєлєнький —  Кохінур, помічник Мухаміеля
- Володимир Федоров —  Карлик
- Руслан Ахметов —  Ахмет
- Валентин Голубенко —  Рахмет
- Віра Івлєва —  придворна дама
- Елеонора Прохницька —  придворна дама
- Олена Валаєва —  придворна дама
- Герман Полосков —  стражник / придворний скульптор

## Знімальна група
- Режисер — Ігор Вознесенський
- Сценарист — Валентин Виноградов
- Оператор — Олександр Рибін
- Композитор — Євген Крилатов
- Художники — Микола Терехов, Фелікс Ростоцький